# Miss Europe 1988

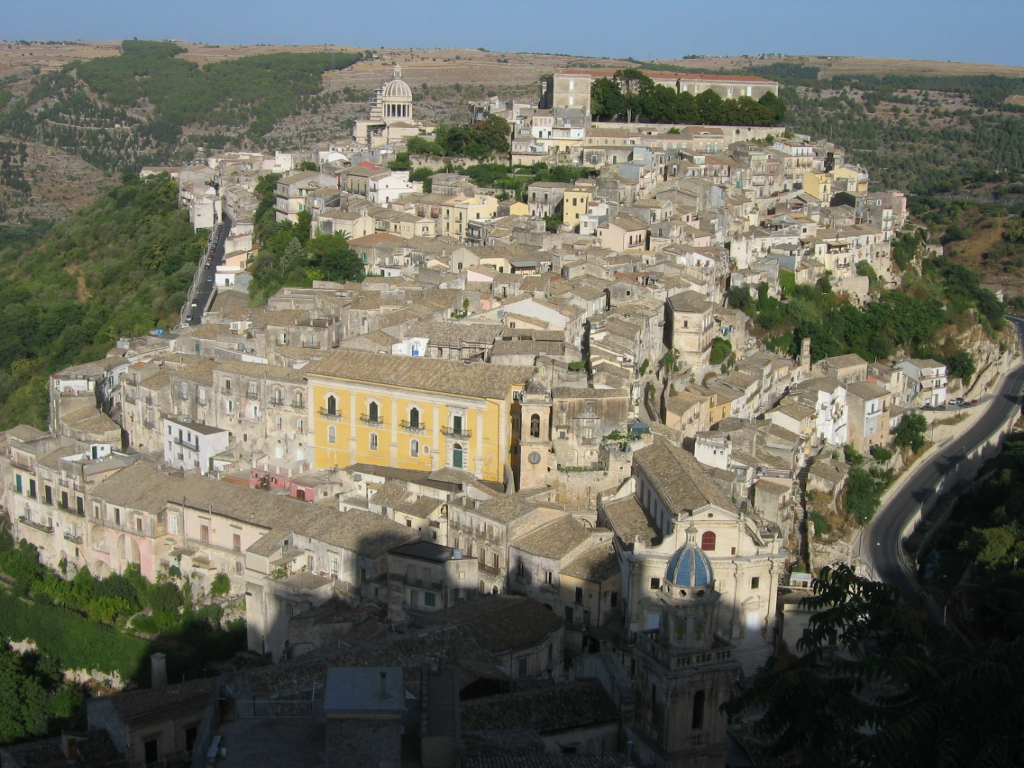
Blick auf Ragusa, den Ort der Veranstaltung

Der Wettbewerb um die Miss Europe 1988 war der vierunddreißigste seit 1948, den die Mondial Events Organisation (MEO) durchführte. Sie war von den Franzosen Roger Zeiler und Claude Berr ins Leben gerufen worden, hatte ihren Sitz in Paris und arrangierte den Wettbewerb bis 2002.
Die Kandidatinnen waren in ihren Herkunftsländern von nationalen Organisationskomitees ausgewählt worden, die mit der MEO Lizenzverträge abgeschlossen hatten. Dabei muss es sich nicht in jedem Fall um die Erstplatzierte in ihrem nationalen Wettbewerb gehandelt haben.

## Miss Europe 1987/88
Die Veranstaltung fand am 8. Mai 1988 in der italienischen Stadt Ragusa auf Sizilien statt. Es gab 23 Bewerberinnen.
Im Vorjahr 1987 war der Wettbewerb ausgefallen. Deshalb bezeichnete die MEO ihn und die Siegerin als „Miss Europe 1987/88“.
| Land                                          | Schreibweise bei Pageantopolis  | Schreibweise in der Heimatsprache | Teilnahme an weiteren Wettbewerben                                                   |
| --------------------------------------------- | ------------------------------- | --------------------------------- | ------------------------------------------------------------------------------------ |
| Platzierungen                                 |                                 |                                   |                                                                                      |
| 1. Italien                                    | Michela Rocco di Torrepadula    | Michela Rocco di Torrepadula      |                                                                                      |
| 2. Polen                                      | Ewa Monika Nowosadko            | Monika Nowosadko                  | Miss International 1987, Miss World 1987: Platz 4                                    |
| 3. Türkei                                     | Sebnem Tan                      | Şebnem Tan                        |                                                                                      |
| 4. Island                                     | Magnea Lovisa Magnusdóttir      | Magnea Lovisa Magnúsdóttir        |                                                                                      |
| 5. Israel                                     | Limor Magen                     |                                   |                                                                                      |
| Top 13                                        |                                 |                                   |                                                                                      |
| Belgien                                       | ?                               |                                   |                                                                                      |
| Finnland                                      | Minna Susanna Rinnetmaki        | Minna Rinnetmäki                  | Miss World 1987                                                                      |
| Griechenland                                  | Ariadne Mylona                  | Αριάδνη Μυλωνά                    | Miss World 1988                                                                      |
| Holland                                       | Mascha ten Haaf                 | Mascha ten Haaf                   |                                                                                      |
| Norwegen                                      | Hege Arnesen                    |                                   |                                                                                      |
| Schweden                                      | Annelie Eriksson                |                                   |                                                                                      |
| Spanien                                       | Ana Jesús Rebollos Fernández    | Ana Jesús Rebollos Fernández      |                                                                                      |
| Wales                                         | Nicola Gail Davies              | Nicola Gail Davies                | Miss Universe 1987                                                                   |
| Unter den weiteren Teilnehmerinnen (2 fehlen) |                                 |                                   |                                                                                      |
| Dänemark                                      | Janne Montell                   |                                   |                                                                                      |
| BR Deutschland                                | ?                               |                                   |                                                                                      |
| Frankreich                                    | Nathalie Marquay                | Nathalie Marquay                  | Miss Universe 1987, Miss World 1987: Semifinale, Miss International 1988: Semifinale |
| Gibraltar                                     | Isabella Serra                  |                                   |                                                                                      |
| Jugoslawien                                   | ?                               |                                   |                                                                                      |
| Portugal                                      | Helena Isabel da Cunha Laureano | Helena Laureano                   | Miss World 1988                                                                      |
| Schottland                                    | Eileen Ann Catterson            |                                   |                                                                                      |
| Zypern                                        | ?                               |                                   |                                                                                      |

## Wettbewerbe des „Comité Officiel et International Miss Europe“
Von 1951 bis 2002 gab es einen rivalisierenden europäischen Wettbewerb, durchgeführt vom Comité Officiel et International Miss Europe. Dies wurde 1950 von Jean Raibaut in Paris gegründet, der Sitz später nach Marseille verlegt. Die Siegerinnen trugen unterschiedliche Titel wie Miss Europa, Miss Europe oder auch Miss Europe International.
In den Jahren 1986 und 1987 (als die Wettbewerbe der MEO ausfielen) fanden folgende Veranstaltungen statt:

### 1986
Er fand am 28. Februar 1986 in der maltesischen Hauptstadt Valletta im Dragonara Palace Hotel unter der Bezeichnung Miss Europe International statt. Es gab 24 Bewerberinnen.
Platzierungen:
- 1.  Schweden: Raquel Bruhn / Rachel Bruhn[6]
- 2.  Frankreich: Cecile Lartique / Cécile-Aurore Lartigue
- 3.  Ungarn: Csilla Andrea Molnar / Molnár Csilla Andrea
- 4.  Spanien: Begona Marcos / Begoña Marcos
- 5.  Österreich: Elfriede Haindl

Weitere Teilnehmerinnen:
- Belgien: Brigitte Hensch
- Dänemark: Dorte Wulff
- Deutschland: Patricia Patek
- England: Samantha Louise Brooks
- Finnland: Ulla Perasto
- Griechenland: Evangelina Mantzana / Ευαγγελία …
- Holland: Mandy Elisabeth Jacobs
- Irland: Tracy Dodds
- Island: Audur Palmadottir / Auður Pálmadóttir
- Italien: Alessandra Simona Bassi
- Jugoslawien: Eleonora Barudzija / Eleonora Barudžija
- Liechtenstein: Annette Risch
- Malta: Fiona Micallef
- Norwegen: Line Veronica Jenssen
- Portugal: Isabel Correia De Oliveira
- Schottland: Morag Mathie
- Schweiz: Jasmine Vonlanthen
- Wales: Janet Taylor
- Zypern: Naso Georgiuo / Νάσω Γεωργίου

### 1987
Er fand am 2. Mai 1987 wahrscheinlich in Frankfurt am Main statt. Bekannt ist davon hauptsächlich ein Foto mit den 16 Bewerberinnen am Flughafen Frankfurt.
Unter den Teilnehmerinnen:
- Frankreich: Sandrina Rossi
- Holland: Judith Schimmel
- Norwegen: Hege Rasmussen (?)